# 夢やぶれて (アルバム)
『夢やぶれて』（原題：I Dreamed a Dream、直訳は「夢を夢見て」）は、2009年11月23日発売のスーザン・ボイルのデビュー・アルバム。日本は2009年11月25日発売。

## 概要
世界的に高い評価のスティーヴ・マック、プロデューサーが再びタッグを組んで制作したアルバム作品。全世界で900万枚、日本でも30万枚を記録している。

## 収録曲
- 括弧内は、収録時間と原奏者

1. ワイルド・ホース (4:55、ローリング・ストーンズ)
2. 夢やぶれて (3:10、ミュージカル『レ・ミゼラブル』より) - アニメ映画『秘密結社鷹の爪 THE MOVIE3 http:// 鷹の爪.jpは永遠に』主題歌
3. クライ・ミー・ア・リヴァー (2:42、ジュリー・ロンドン)
4. 偉大なるかな神 (輝く日を仰ぐとき) (3:12、賛美歌)
5. 愛をこえて (ユール・シー) (4:42、マドンナ)
6. デイドリーム・ビリーバー (3:19、モンキーズ)
7. アップ・トゥ・ザ・マウンテン (3:31、Patty Griffin)
8. アメイジング・グレイス (3:35、賛美歌)
9. フー・アイ・ワズ・ボーン・トゥ・ビー (4:10、オリジナル) - アニメ映画『宇宙ショーへようこそ』主題歌
10. プラウド (3:22、テレビドラマ『Britannia High』より)
11. この世の果てまで (ジ・エンド・オブ・ザ・ワールド) (3:15、スキータ・デイヴィス)
12. きよしこの夜 (3:01、賛美歌、クリスマス曲)
13. 翼をください～Wings To Fly (3:51、赤い鳥)
  - （日本盤ボーナス・トラック）